# Swiss grid
Cet article concerne la projection cartographique. Pour le gestionnaire de réseau électrique, voir Swissgrid.
Swiss grid est une projection cartographique cylindrique utilisée par les services cartographiques suisses. 

## Description
Cette projection de Mercator a été introduite en 1903 par Rosenmund. Elle a pour point d'origine l'ancien observatoire astronomique de Berne. Elle est utilisée dans les deux Systèmes de coordonnées géographiques suisses : CH1903 et CHTRS95. 

### Sources
- Projections cartographiques suisses sur Swisstopo